# Písecká brána

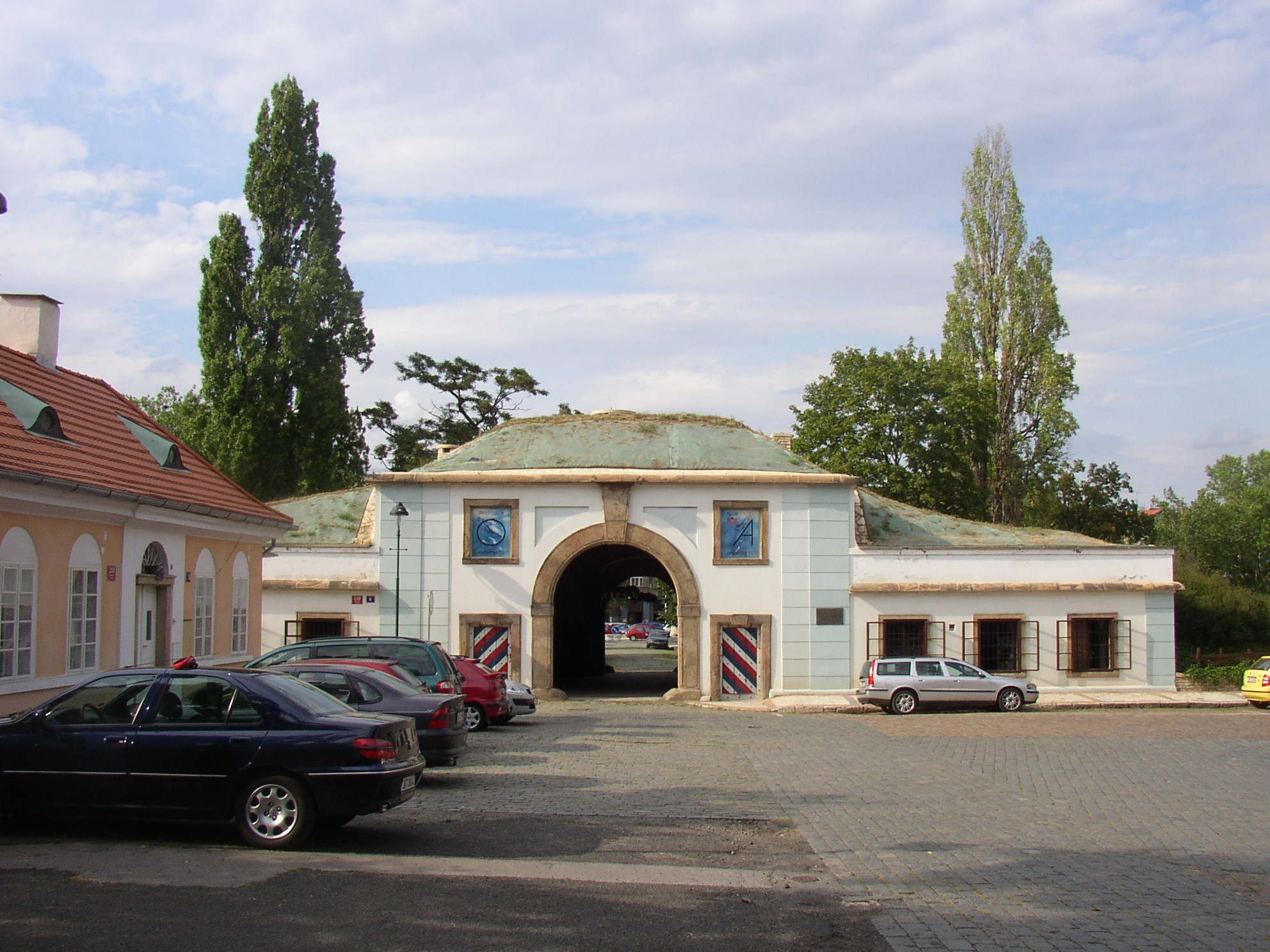
Písecká brána z vnitřní strany. Tvářnost fasády obrácené do města je výrazně přívětivější.

Písecká brána (též Bruská brána podle potoka Brusky) je bývalá součást barokního fortifikačního systému Prahy známého jako Mariánské hradby. Stojí v ulici K Brusce jako průchod z parku Charlotty G. Masarykové do ulice U Písecké brány, v část Mariánských hradeb mezi bastiony sv. Ludmily a sv. Jiří v oblasti mezi stanicí metra Hradčanská a letohrádkem královny Anny.

## Název
Název brány vznikl přenesením jména ze starší zbořené brány středověkého opevnění Malé Strany, která stávala u vyústění Valdštejnské ulice o několik set kroků dále, u přívltavské vsi Písek. Jméno brány vedoucí na sever tedy nesouvisí s jihočeským Pískem.

## Historie
Písecká brána byla postavena roku 1721 stavitelem Kryštofem Dientzenhoferem podle návrhu Giovanniho Battista Alliprandiho. Byla vklíněna mezi bašty sv. Jiří a sv. Ludmily. V roce 1741 se za válek o rakouské dědictví dostal do Prahy touto branou český vzdorokrál Karel Albrecht Bavorský, protože její obranu zajišťovala slabá posádka a nevycvičení měšťané a studenti.
Za bránou se nacházela křižovatka několika cest. Šikmo na sever se rozbíhaly dvě cesty, jedna na křižovatku na dnešním Vítězném náměstí, druhá k Místodržitelskému letohrádku, obě dosud víceméně zachovány v průběhu ulic Dejvická a Pod Kaštany. Další cesta vedla na východ do Holešovic a na západ vně hradeb do Břevnova. Význam brány vzrostl v letech 1830–1831, kdy vzniklo nové propojení s centrem města Chotkovou silnicí a u křižovatky bylo zbudováno první pražské nádraží nákladní Lánské koněspřežky.
Když začaly později hradby překážet rozvoji Prahy, došlo v roce 1860 k rozhodnutí je zrušit. Postupně začaly mizet a do dnešních dnů se dochovaly především na Vyšehradě a na řadě míst levobřežných Mariánských hradeb, kde nepřekážely stavebnímu a dopravnímu ruchu. Písecká brána sama byla zachována, ale opevnění v jejím okolí bylo redukováno, upraveno nebo zcela zbouráno. Hradby na západ od brány byly roku 1898 zbourány, aby uvolnily prostor pro stavbu nové kadetní školy (dnes Ministerstvo obrany), vystavěné roku 1900. Rovněž hradby na východ od brány byly zbourány a rozváženy (od roku 1901) do příkopů, čímž se otevřela cesta na Letnou. 
Brána prošla rekonstrukcí v letech 2000 až 2002 a v roce 2014, při které byla odtěžena a po opravách opět vrácena vrstva zeminy (4000 m³), která celou bránu pokrývá.

## Využití

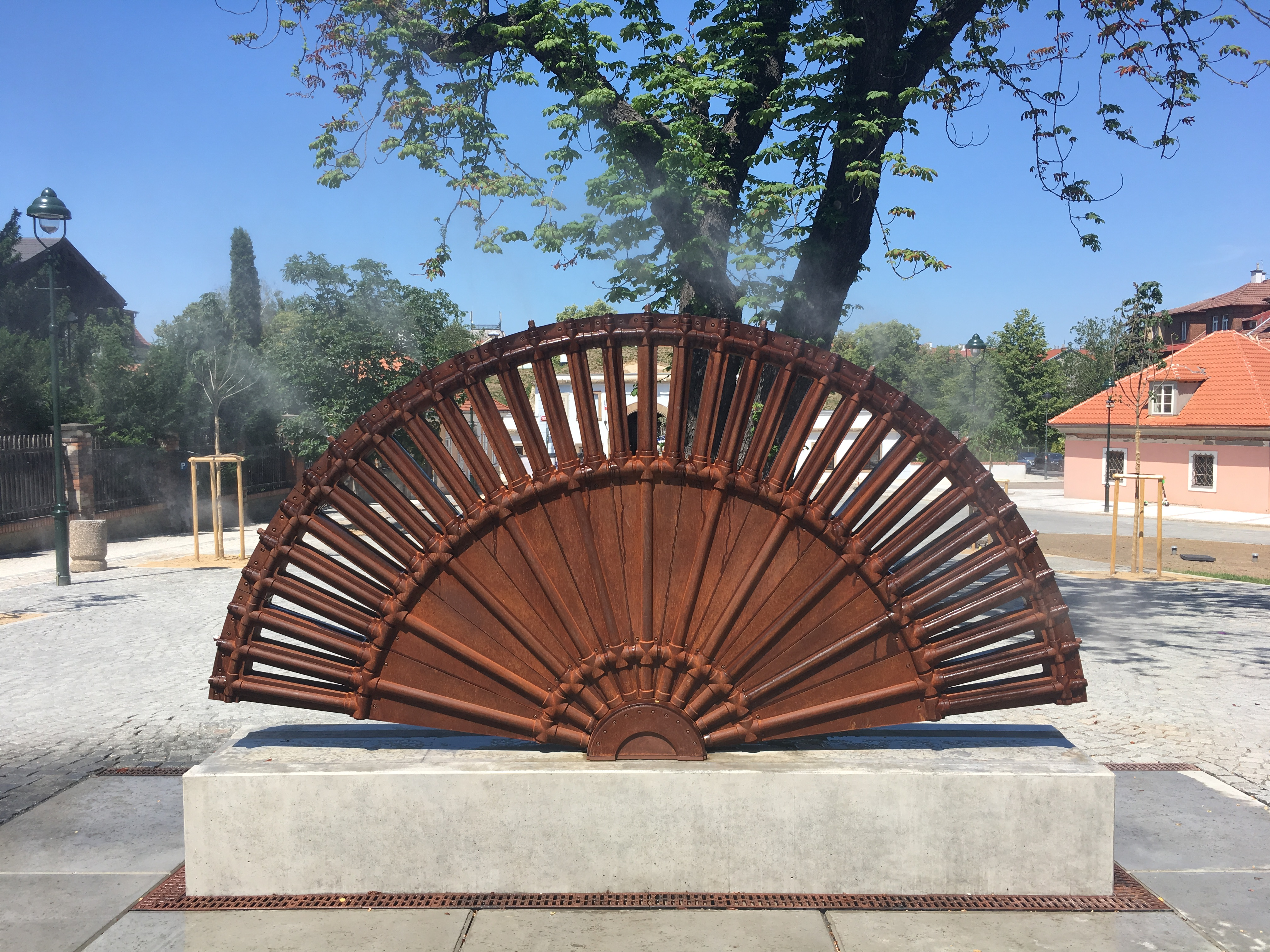
Martina Hozová: Vějíř Žofie Chotkové (2019)

V bráně funguje galerie a kavárna; také se zde konají svatební obřady. Dnes je Písecká brána jednou ze čtyř dochovaných pražských bran novověkého opevnění města. Zbylé tři brány – Táborská, Leopoldova a Chotkova (Cihelná) – se nacházejí v areálu Vyšehradu.
U Písecké brány je od roku 2019 umístěna plastika Vějíř Žofie Chotkové od sochařky Martiny Hozové.

## Zajímavost
Tzv. Druhá Písecká (nebo též Bruská) stávala v zhruba v místech dnešní křižovatky ulic Chotkova a Pod Bruskou.